# پریان نوک‌متوسط
پریان نوک‌متوسط (نام علمی: Pachyptila salvini) نام یک گونه از سرده پریان است.